# رقص في المدينة
رقص في المدينة هي لوحة زيتية للفنان الفرنسي أوجست رينوار رسمها في 1883،اللوحة معروضة حالياً في متحف أورسي.